# Оровско езеро
Оровското езеро (на гръцки: Λιμνίο Πυξού) е малко езеро в Егейска Македония, Гърция.

## Местоположение
Езерото се намира в Преспа, на пътя между Винени (Пили) и изоставеното село Орово (Пиксос), на 3,5 km от Винени в прохода, който разделя планината Дева на север от Цуцул на юг по долината на Дошкова глава. На запад над него се издига връх Градо (Мега, 1314 m). Езерото се намира в един от най-дивите райони на Гърция с гъста дъбова гора, скрито от пътя зад хълм.

## Описание
Езерото се простира на максимална площ от около 350 m2 и има периметър, който достига 80 m. През зимата повърхността му замръзва.

## Флора
Около езерото се простира гъста гора от благуни (Quercus frainetto) и церове (Quercus cerris), които дори се хибридизират помежду си. Наблизо има рядка смесена гора от македонски дъб (Quercus trojana subsp trojana), дървовидна хвойна (Juniperus excelsa), миризлива хвойна (Juniperus foetidissima), келяв габър, бряст, дрян и различни широколистни дървета. В района има много редки видове растения, от които се откроява мечата стъпка Acanthus greuterianus, особено рядък вид, който се среща само в няколко области между Гърция, Албания и Северна Македония. По поляните се срещат редките метличини Centaurea adamii, полската гайтаника (Melampyrum arvense), Cynoglottis barrelieri subsp serpentinicola, ветрогонът Eryngium wiegandii, купановият лук Allium cupani subsp cupani и Allium rhodopeum subsp rhodopeum, острицата Carex depauperata, часовничето Erodium absinthoides subsp guicciardii, секирчето Lathyrus tuberosus, гръцката ведрица (Fritillaria thessala subsp ionica), източната превара (Scutellaria orientalis subsp pinnatifida), жълтото асфоделине (Asphodeline lutea) и балканският страшник (Acanthus hungaricus). Флората на района се допълва от видове като еньовчето Galium oreophilum, бърдуновия здравец (Geranium asphodeloides), едростълбчестия здравец (Geranium macrostylum), триумфетовата метличина (Centaurea triumfettii subsp axillaris), лъчистото колендро (Bifora radians), дългоплодния мак (Papaver dubium subsp. lecoqii Albiflorum), Turgenia latifolia, австрийския лен (Linum austriacum), ориенталското червеноглавче (Knautia orientalis), секирчето Lathyrus inconspicuus, детелината Trifolium leucanthum, глушината Vicia loiseleurii, айваживата Alkanna pindicola, минзухарът Crocus cancellatus subsp mazziaricus, луличката Linaria peloponnesiaca, разперената камбанка (Campanula patula subsp patula) и орхидеите Orchis purpurea, Orchis simia и Ophrys grammica.

## Орнитофауна
Орнитофауната в района включва много видове, които посещават, особено през лятото, езерото, за да се разхладят, и могат да се срещнат много малки птици. От хищниците тук живеят осояд, обикновен мишелов, голям ястреб, късопръст ястреб, малък ястреб, керкенез, сокол орко. В по-големите и по-старите дъбове гнездят улулици, а в околностите живеят редките лещарки. От дребните птици се срещат горската зидарка, червеногушото коприварче, малкото белогушо коприварче, орехчето, градинската дърволазка, ръждивогушото ливадарче, обикновеният синигер, жалобеният синигер, големият синигер, лъскавоглавият синигер, дългоопашатият синигер, полското врабче, зелениката, обикновената чинка, кадънката, елшовата скатия, зеленогушата овесарка, жълтата овесарка и сивоглавата овесарка. Орнитофауната се допълва от видове като папуняка, полската чучулига, имеловия дрозд, дрозда, хвойновия дрозд, гургулицата, гривяка, горския бекас, червеногърбата сврачка, червеноглавата сврачка, въртошийката, сирийския пъстър кълвач, авлигата и сойката.

## Фауна
От земноводните тук живеят саламандри, македонски гребенести тритони, крастави жаби, жълтокоремни бумки, горски жаби, гръцки жаби, големи водни жаби. Фауната на влечугите включва видове като шипоопашати костенурки, слепоци, синьогуши острогръби гущери, зелени гущери, стенни гущери, кримски гущери, медянки, смоци мишкари, балканските змии Hierophis gemonensis, стрелушки, жълтоухи водни змии, леопардови смоци и усойници. Гората, в която се намира езерото, е един от най-важните природни резервати на Преспа и тук живеят много от едрите бозайници на Гърция като мечки, вълци, елени, диви свине, диви котки и по-често срещани горски животни като лисици, язовци, катерици, зайци, златки, невестулки и сънливеци.